# Ungern i olympiska vinterspelen 1998
Ungern deltog med 17 deltagare vid de olympiska vinterspelen 1998 i Nagano. Ingen av landets deltagare erövrade någon medalj.